# Euaontia semirufa
Euaontia semirufa är en fjärilsart som beskrevs av Barnes och Mcdunnough 1910. Euaontia semirufa ingår i släktet Euaontia och familjen nattflyn. Inga underarter finns listade i Catalogue of Life.